# سپاه ۴۸ (ورماخت)
سپاه ۴۸ (به آلمانی: XXXXVIII. Armeekorps) که بعدا به سپاه ۴۸ زرهی تغییر عنوان داد، یکی از سپاه‌های نیروی زمینی آلمان در دوره رایش سوم بود که در جنگ جهانی دوم به عملیات پرداخت.

## تشکیل و استقرار
سپاه ۴۸ موتوریزه روز ۱۴ دسامبر سال ۱۹۴۰ در منطقه نظامی شماره ۱۲ (ویزبادن) تشکیل شد. این سپاه به عنوان بخشی از ارتش یازدهم، تا ماه آوریل سال ۱۹۴۱ در آلمان مستقر بود. ماه فوریه این سال تحت عنوان پوششی «ستاد ساخت‌وساز استحکامات ۴۸»، نیروی ذخیره گروه ارتش آ در لهستان به حساب می‌آمد.

## تاریخچه عملیاتی

### شوروی
با آغاز عملیات بارباروسا سپاه ۴۸ موتوریزه به فرماندهی سپهبد ورنر کمپف به عنوان بخشی از گروه زرهی ۱ از گروه ارتش جنوب، اوایل ماه ژوئیه سال ۱۹۴۱ با پیشروی غیرقابل توقف، در جنوب ناحیه عملیاتی به سمت شپتووکا، در همراهی با حرکت سپاه ۳ موتوریزه، خطر تصرف بخشی از خط دفاعی استالین و به محاصره انداختن ارتش‌های در حال عقب‌نشینی جبهه جنوب غربی شوروی در نواحی جنوبی را ایجاد کرده بود. با ادامه عقب‌نشینی نیروهای دشمن، سپاه ۴۸ موتوریزه در کنار سپاه ۳ موتوریزه، بین روزهای ۶ تا ۹ ژوئیه بردیچیف، نووگورود-وولینسکی و ژیتومیر را به تصرف درآورد. سلطه این سپاه بر بردیچیف بیشترین تهدید را با در معرض محاصره قرار دادن جناح چپ جبهه جنوب غربی، برای دشمن ایجاد نمود.
سپاه ۴۸ موتوریزه ماه اکتبر سال ۱۹۴۱ برای مشارکت در عملیات تایفون، تهاج به مسکو، در ناحیه بریانسک به ارتش دوم زرهی ملحق شد. این سپاه اوایل ماه نوامبر زیر فرمان ارتش دوم، در تلاش برای سلطه بر شهر کورسک، در ۵۰۰ کیلومتری جنوب مسکو، بود. هنگام آغاز تهاجم به این شهر لشکر نهم زرهی، تنها لشکر زرهی سپاه، تنها ۷ تانک عملیاتی در اختیار داشت. نبرد بر سر کورسک روز ۱ نوامبر آغاز شد و برای چهار روز به طول انجامید. بلافاصله پس از تصرف کورسک، با وجود فرسودگی نیروها، سپاه ۴۸ موتوریزه از طرف فرماندهی عالی نیروی زمینی آلمان موظف به ادامه حرکت این بار به سمت وورونژ در ۲۰۰ کیلومتری شرق شد.
سپاه ۴۸ موتوریزه هنگام آغاز مورد آبی، روز ۲۱ ژوئن سال ۱۹۴۲ به «سپاه ۴۸ زرهی» تغییر عنوان داد. در جریان این عملیات، این سپاه با ارتش چهارم زرهی ماه‌های ژوئن و ژوئیه در طول رود دن و ماه‌های اوت تا سپتامبر نوامبر در ناحیه استالینگراد به نبرد پرداخت.